# دوري أبطال أوروبا لكرة اليد 2009–10
دوري أبطال أوروبا لكرة اليد 2009–10 هو الموسم 50 من  دوري أبطال أوروبا لكرة اليد. أقيم خلال الفترة 4 سبتمبر 2009 وحتى 30 مايو 2010، وأشرف على تنظيمه الاتحاد الأوروبي لكرة اليد، وكان عدد الأندية المشاركة فيه  33، وفاز فيه نادي كيل لكرة اليد.